# Roetgen
Roetgen est une commune de Rhénanie-du-Nord-Westphalie (Allemagne), située dans la région urbaine d'Aix-la-Chapelle, dans le district de Cologne.

## Jumelage

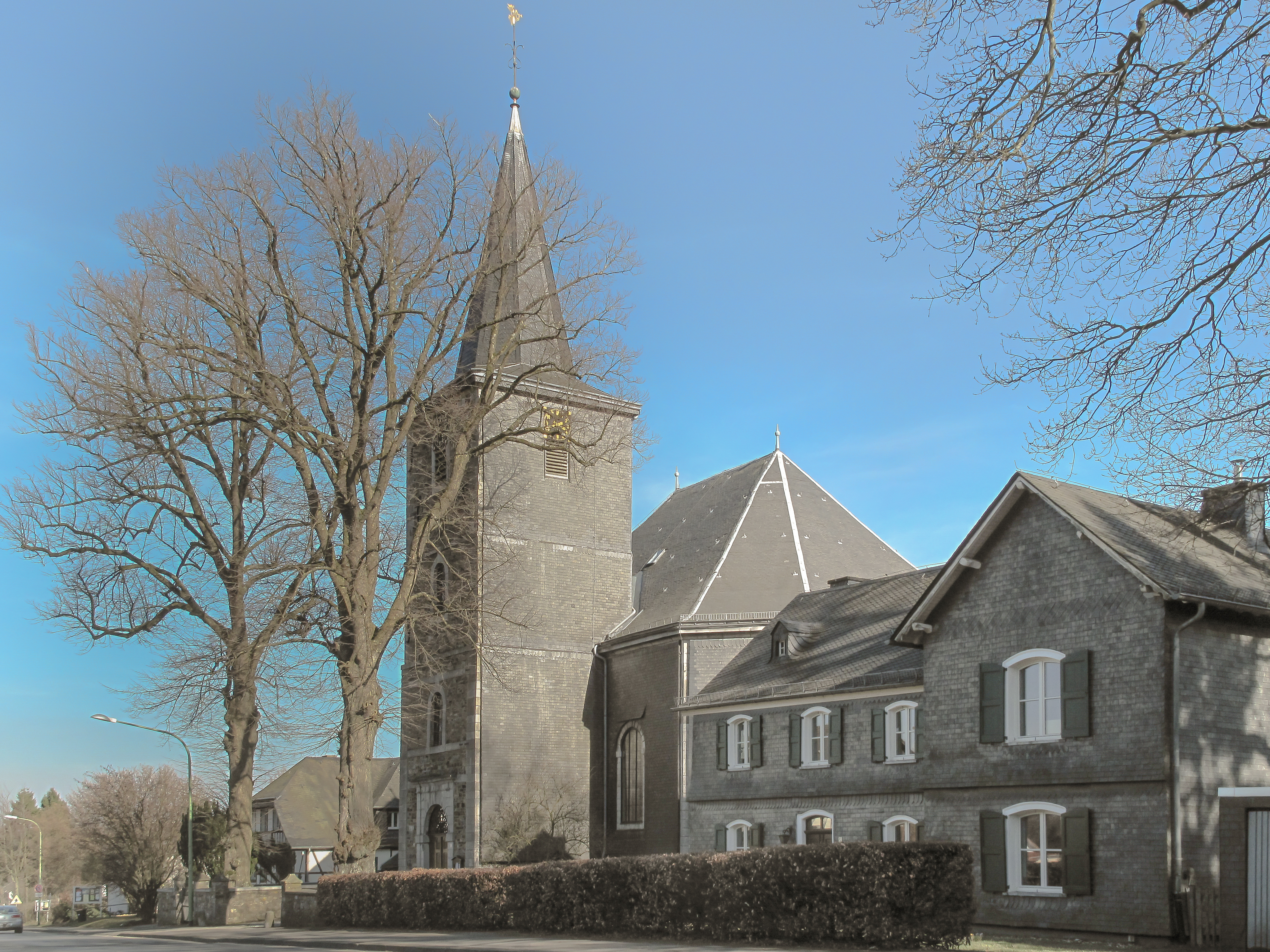
Roetgen, église

- Wervicq-Sud (France) depuis 1974
- Neumark (Saxe) (Allemagne) depuis 1990